# Dziewiąty krąg
Dziewiąty krąg (chorw. Deveti krug) – jugosłowiański dramat wojenny z 1960 roku w reżyserii France Štiglica na podstawie scenariusza Zory Dirnbach. Zdjęcia kręcono w Zagrzebiu.

## Informacje o filmie
Film dystrybuowano do RFN, NRD, Izraela, Czechosłowacji, Bułgarii, Grecji, ZSRR, Polski, Włoch, Somalii, Libanu, Etiopii, Chile, Japonii, Argentyny, Wenezueli, Rumunii, Indii, Norwegii, Wielkiej Brytanii, Francji, Tunezji, Algierii, Maroka, Brazylii, Pakistanu, Iranu, Austrii, Szwajcarii, Belgii, Holandii, Luksemburga, USA, Australii i na Węgry. Pierwowzorem obozu koncentracyjnego przedstawionego w filmie był obóz w Jasenovacu.

## Nagrody
Na festiwalu w Puli w 1960 roku otrzymał 9 nagród:
- najlepszy film
- najlepszy scenariusz
- najlepsze zdjęcia
- najlepsza muzyka
- najlepsza rola żeńska – Dušica Žegarac
- najlepsza męska rola drugoplanowa – Branko Tatić
- najlepsza debiutantka – Dušica Žegarac
- nagroda "Złote Pióro" – Dušica Žegarac
- nagroda publiczności[4].

Został nominowany w kategorii najlepszy film nieanglojęzyczny podczas ceremonii wręczenia Oscarów w 1961 roku oraz wyświetlony na Festiwalu w Cannes w 1960 roku. W 1999 roku chorwaccy krytycy filmowi uznali go za jeden z najlepszych (18. miejsce) chorwackich filmów w historii.

## Fabuła
Akcja filmu dzieje się w 1941 roku w Zagrzebiu, leżącym wówczas na terenie kolaboracyjnego Niepodległego Państwa Chorwackiego. Mieszka tam Żydówka Ruth Alakalaj. Jej sąsiadem jest Ivo Vojnović. Rodzice Iva przekonują go do zawarcia fikcyjnego małżeństwa z Ruth, by ją uratować przed prześladowaniami ustaszy. Ivo jest przeciwnie nastawiony do tego rozwiązania, gdyż ma już dziewczynę – Magdę, jednak z czasem zakochuje się w Ruth, która została później przewieziona do obozu koncentracyjnego o nazwie Dziewiąty Krąg. Ivo podejmuje próbę uratowania jej.

## Obsada
Na podstawie:
- Boris Dvornik jako Ivo Vojnović
- Dušica Žegarac jako Ruth Alakalaj
- Beba Lončar jako Magda
- Dragan Milivojević jako Zvonko
- Đurđa Segedin jako matka Ruth
- Ervina Dragman jako matka Ivo
- Branko Tatić jako ojciec Ivo